# Tossal d'Estivella
El Tossal d'Estivella o, simplement l'Estivella, és el cim més oriental de la Serra de Port del Comte. Assoleix els 2.338,3 m d'altitud.
Juntament amb el Vulturó, és el cim de la serralada amb més aparença de pic. Tot i això, la superfície que supera els 2.330 m d'altitud és de 3,4 ha.
És la part de tota la serralada que més ha patit l'acció de l'home, ja que l'estació d'esquí del Port del Comte hi ha instal·lat 2 tele-arrossegaments i 3 telecadires, hi ha construït una cafeteria i hi ha obert diverses pistes de als seus vessants nord, oest i sud.